# نبرد شالون

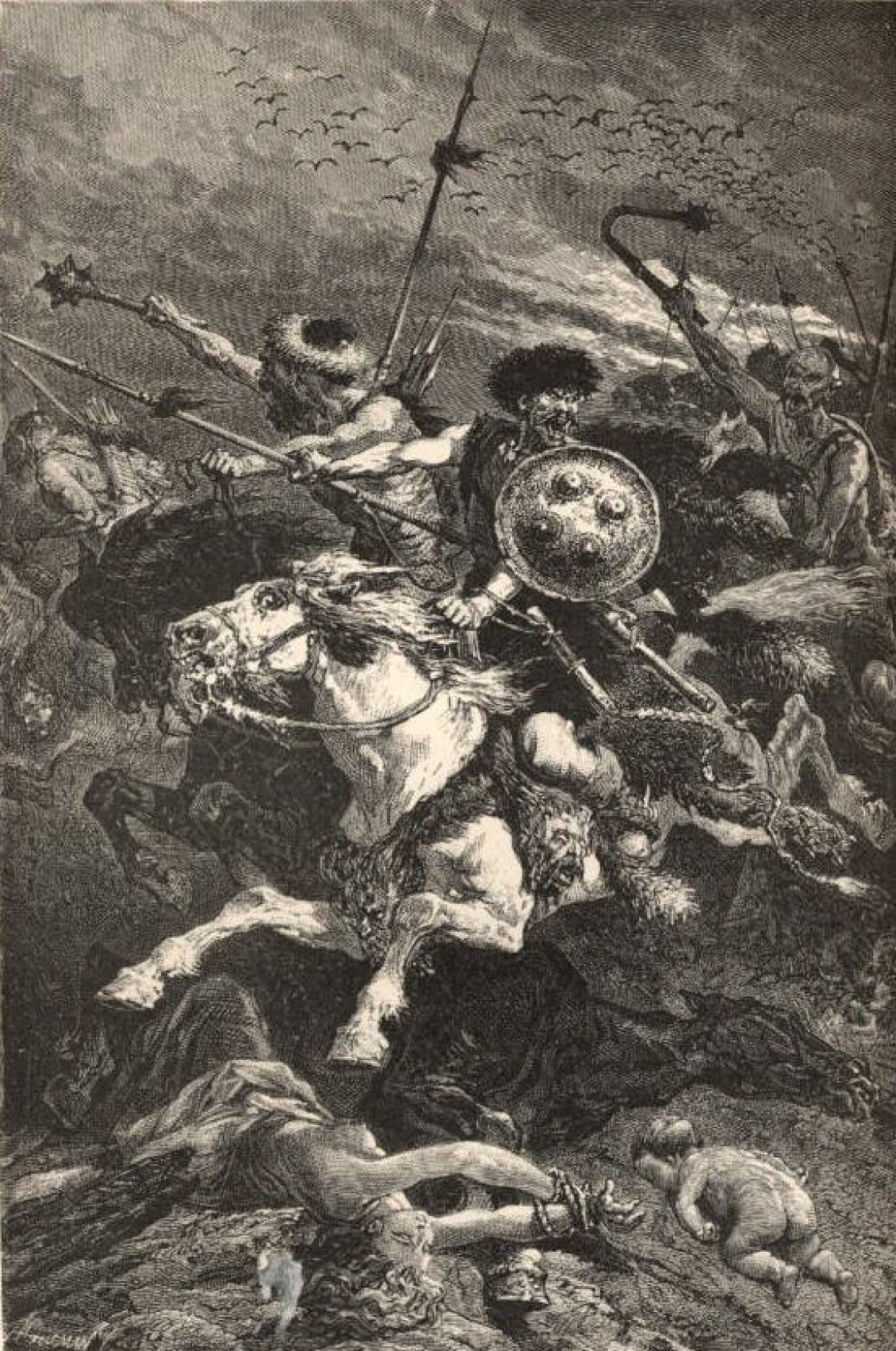

نبرد شالون که نبرد دشت کاتالونی هم نامیده شده، نبردی بود در سال ۴۵۱ میلادی که در یک‌سوی آن نیروهای فلاویوس آییتیوس ژنرال رومی و تئودوریک یکم، پادشاه ویزیگوت‌ها، قرار داشتند و در سوی دیگر آن، قوم هون‌ها به رهبری آتیلا. هون‌ها در این نبرد شکست خوردند. پیروزی رومی‌ها و ویزیگوت‌ها باعث توقف دست‌اندازی هون‌ها به سرزمین گل شد.
پس از آن در سال ۴۵۴ هون‌ها در نبرد ندائو به‌دست مردمان ژرمن نابود شدند.

## پیشینه
نبرد شالون در تاریخ ۲۰ ژوئن ۴۵۱ در نزدیکی شامپانی-آردن واقع در شمال خاوری فرانسه امروزی رخ داد. هر دو نیروی هماورد، هر یک ۵۰ تا ۸۰ هزار نفر را برای نبرد همراه خود آورده‌بودند.
در ۴۵۱ میلادی آییتیوس فرمانده رومی، با سپاه بزرگی از نیروهای اروپایی در دشت کاتالونی در شمال فرانسه در انتظار آتیلا ماند. آتیلا که از تصرف اورلئان ناامید نشده بود به مصاف با این نیروی بسیار عظیم رفت.
«رم ضعیف‌شده» می‌دانست قادر به جلوگیری از سقوط گل به تنهایی نیست بنابراین از اقوام شمالی اروپا نظیر فرانک‌ها، ویزیگوت‌ها و بورگوندی‌ها و قوم ایرانی‌تبار الانان کمک خواست. این اقوام نیز اگر چه تا آن زمان دشمن روم بودند اما اکنون به خوبی می‌دانستند که سرنوشت غرب اروپا به این نبرد بستگی دارد.
آتیلا اگر چه از جنگجوترین سواران جنگی برخوردار بود اما ترکیب نیروهای مدافع نیز اثر مناسبی داشت. پیاده‌نظام رومی در کنار سواره نظام شمالی قدرت نظامی آتیلا را خنثی کرد. به باور تاریخ‌دانان، اگر در دشت کاتالونی و اورلئان اتحاد بزرگ قبایل و دول اروپا شکل نگرفته بود آتیلا که به کشتار و نابودی شهره بود به احتمال زیاد نابودی گسترده‌ای در غرب اروپا به‌بار می‌آورد.
این شکست موجب شد آتیلا و هون‌ها، سرزمین گل را ترک کنند. آتیلا سپس با باقی‌مانده لشکرش تصمیم گرفت شهر رم را تصرف کند اما از این کار منصرف شد و به سواحل دانوب بازگشت. در سال ۴۵۳ میلادی، آتیلا یک شب به‌طور اسرارآمیزی در اردوگاه خود در ساحل رودخانه دانوب درگذشت. راز مرگ آتیلا هنوز مشخص نشده‌است.